# 王惠範
王惠範（？—？），江陵人，五代十国时荆南政治人物。
王惠範是平江軍節度使王保義的兒子，在荆南出生，他善於修飾、又喜歡讀書，蔭襲文學，轉觀察推官。文獻王高從誨讓他的女兒嫁給王惠範；又因為王惠範是將家之子，就讓他管理幕府内外軍政。
王惠範性格豪邁不羈，認為文書公文都是俗務，於是向高從誨請辭。自此以後他認為高從誨不瞭解自己，絕不參與軍府事務；只用金錢購買古書畫作，以玩赏它們為志向，之後史書就失去他的蹤影。

## 引用
1. ↑  《十国春秋·荊南·卷102》：王保義，江陵人。
2. 1 2  《十国春秋·荊南·卷103》：王惠範，亦保義子也。
3. ↑  《三楚新錄·卷3》：有王惠範者……初，保義之奔荊南也，季興以為行軍司馬。未幾，生惠範……
4. ↑  《十国春秋·荊南·卷103》：善修飾，喜讀書，以門蔭為文學，遷觀察推官。
5. ↑  《十国春秋·荊南·卷103》：文獻王妻以女，且以惠範本將家子，命掌幕中内外軍政。
6. ↑  《十国春秋·荊南·卷103》：惠範豪邁不羈，頗以簿書符牒為俗務，入告王辭之。自是以王為不知己，凡軍府大事皆不參預，但以金帛購古書圖畫，日披翫為志焉。